# 阿姆特克罗伊茨堡
阿姆特克罗伊茨堡（德語：Amt Creuzburg，發音：[amt ˈkʁɔʏtsˌbʊʁk]）是德国图林根州瓦特堡县的城市，面积76.8平方千米，2023年12月31日人口为4,602人。该市镇于2019年12月31日由市镇克罗伊茨堡、埃本斯豪森和米拉合并而成。2024年1月1日，市镇弗兰肯罗达并入阿姆特克罗伊茨堡。